# 毛脉龙胆
毛脉龙胆（学名：Gentiana souliei）是龙胆科龙胆属的植物，是中国的特有植物。分布于中国大陆的云南、四川等地，生长于海拔3,200米至3,900米的地区，多生在高山草地或冷杉林下，目前尚未由人工引种栽培。